# ماریوس یو
ماریوس یو (انگلیسی: Marius Yo؛ زادهٔ ۳۰ مارس ۲۰۰۰) بازیگر اهل ژاپن است.